# Маријан Новак
Маријан Новак (Загреб, 2. октобар 1947) бивши је југословенски и хрватски фудбалер. 

## Биографија
Рођен је 2. октобра 1947. године у Загребу. У каријери је наступао за загребачку Трешњевку, током 1964. године. Потом је прешао у Динамо за који је наступао у периоду од 1964. до 1973. Са Динамом је освојио Куп сајамских градова 1967. и Куп маршала Тита 1969. године. Одиграо је за „модре” 177 службених мечева и постигавши 53 погодака. Играо је за немачке друголигашке клубове Хајлброн (1972–73) и Минхен 1860 (1973–75). Као вођа навале, истицао се игром главом уз сјајан смисао за тимску игру. 
За А репрезентацију Југославије наступио је једном, 1. новембра 1967. у Ротердаму против Холандије (резултат 2:1).

## Успеси
- Динамо Загреб
  - Куп Југославије: 1969.
  - Куп сајамских градова: 1967.